# روبرت روسلير
روبرت روسلير (بالإنجليزية: Robert Rusler)‏ هو ممثل أمريكي، ولد في 20 سبتمبر 1965 في الولايات المتحدة.

## الأعمال

### أفلام
- علم عجيب (1985)

### مسلسلات
- كولد كيس

## روابط خارجية
- روبرت روسلير على موقع IMDb (الإنجليزية)
- روبرت روسلير على موقع ألو سيني (الفرنسية)
- روبرت روسلير على موقع أول موفي (الإنجليزية)
- روبرت روسلير على موقع قاعدة بيانات الأفلام السويدية (السويدية)
- روبرت روسلير على موقع قاعدة بيانات الفيلم (الإنجليزية)
- روبرت روسلير على موقع كينوبويسك (الروسية)